# Jacques-Louis Daniel
Jacques-Louis Daniel, né le 13 janvier 1794 à Contrières et mort le 4 juillet 1862 à Coutances, est un prélat français.

## Biographie
Après avoir effectué ses humanités et ses études dans le diocèse de Coutances, Daniel y reçut l’ordination le 5 juin 1819 et fut longtemps recteur de l’académie de Caen et membre du conseil supérieur et inspecteur général de l’instruction publique.
Nommé évêque de Coutances-et-Avranches par décret impérial du 9 décembre 1852, il fut retenu le 7 janvier 1853, préconisé le 7 mars et consacré à Coutances le 12 juin suivant. Il resta en fonctions jusqu’à sa mort en 1862.

## Armes
Dans un écusson ovale, un évêque de profil, assis, la main gauche appuyée sur une ancre de sable, tendant la main droite à deux enfants qui s'approchent de lui; une étoile rayonnante en chef.

## Distinction
- Commandeur de la Légion d'honneur (8 septembre 1858)[2]

## Sources
- Jacques Paul Migne, Collection intégrale et universelle des orateurs sacrés du premier et du second ordre et collection intégrale, ou choisie, de la plupart des orateurs du troisième ordre. 2e série. t. 83, Paris, Imprimerie Catholique du Petit-Montrouce, 1856, gr. in-8°, p. 633.
- La France ecclésiastique : almanach du clergé, Paris, Plon frères, 1855, p. 252.
- Hierarchia Catholica Medii et Recentioris Aevi, t. 8, Monasterii, Regensberg, 1913, p. 222.